# Auto EC (PB)
A Auto Esporte Clube, röviden Auto (PB), Brazília, Paraíba államának labdarúgó csapata. 1936-ban João Pessoa városában alapították. A Paraibano állami bajnokságban vesz részt.

## Sikerlista

### Állami
- 6-szoros Paraíba bajnok: 1939, 1956, 1958, 1987, 1990, 1992
- 2-szeres Segunda Divisão bajnok: 1968, 2006

## Játékoskeret
2015-től
| # |     | Poszt | Név          |
| - | --- | ----- | ------------ |
|   | BRA | K     | Vladimir     |
|   | BRA | K     | Marcão       |
|   | BRA | K     | Robson       |
|   | BRA | V     | Leandro      |
|   | BRA | V     | Alenilson    |
|   | BRA | V     | Henrique     |
|   | BRA | V     | Maneco       |
|   | BRA | V     | Rafael Speda |
|   | BRA | V     | Camutanga    |
|   | BRA | V     | Filipe Ramon |
|   | BRA | V     | Wagner       |
|   | BRA | V     | Júlio        |
|   | BRA | V     | Rogerinho    |
|   | BRA | KP    | Emerson      |

| # |     | Poszt | Név              |
| - | --- | ----- | ---------------- |
|   | BRA | KP    | Gil Pernambucano |
|   | BRA | KP    | Dunga            |
|   | BRA | KP    | Preto            |
|   | BRA | KP    | Mizael           |
|   | BRA | KP    | Gil Paraíba      |
|   | BRA | KP    | Nal              |
|   | BRA | KP    | Émerson          |
|   | BRA | KP    | Léo Lima         |
|   | BRA | KP    | Isaías           |
|   | BRA | CS    | Júnior Mandacaru |
|   | BRA | CS    | João Victor      |
|   | BRA | CS    | Jó Boy           |
|   | BRA | CS    | Gil Bala         |